# Петро Конашевич-Сагајдачни
Петро Конашевич-Сагајдачни (укр. Петро Конашевич-Сагайдачний, пољ. Piotr Konaszewicz-Sahajdaczny; око 1582, село Куљчици (данас Лавовска област), Државна заједница Пољске и Литваније - 20. април 1622, Кијев, Државна заједница Пољске и Литваније )) био је хетман украјинских Запорошких Козака и лидер украјински народни лидер за време када је украјински народ био под притиском Пољака са запада и Руса са истока. По први пут је основао регуларну армију из самих Козака. У Хотинској бици 1621, удружена пољско-козачка војска је поразила турску армију, такође је помогао пољско-литовском краљу Владиславу IV Васи, да заузме московски престол (Смутна времена). Организатор је успешних кампањија против Кримскога каната, Османског царства и Руског царства. Покровитељ је православних школа и члан пољске шљахте.

## Биографија

##### Младост
Петро Конашевич-Сагајдачни рођен је у православној породици, код села Кулчици, пар километара од града Самбир, Руско војводство (Рутенско) у државној заједници Пољске и Литваније. По оцу имао је презиме Кононович. Дипломирао је на Острошкој академији у Волињу. Један од другара на академији био је Малетиј Смотроцки, писац Граматике, од које су граматику учили Украјинци, Руси и Белоруси. Од рана је почео да вежба са оружјем и усавршава коњичке вештине. Код Запорожја се придружио Козацима (Запорошка сеча) на њиховим експедицијама по Влашкој (1600) и Ливоњском војводству (1601). Његов погум, добро вођство и добра стратегија била је запажена код атамана Самуила Кишке. После првих експедиција се врати у град Лавов и касније у Кијев, где је био асистент кијевском суцу И. Аксаку.

##### Хетман Запорошких Козака
Крајем 16. века поновно се врати у Запорошку Сечу. На Сечи Петро постане вођа запорошке артилерије. Од 1605. до 1610. добија војни назив кошеви атаман.
Када тачно је Петро Конашевич стао хетманом података нема. У политичком памфлету од архиепископа Георгија Конискога Историја Руса или Малорусије рус. История русов или Малой России пише:
Малоруски полки... слажем се са запорошким козацима, да су 1598. изабрали себи главнога хетмана, Петра Конашевича-Сагајдачног, и он је стао првим хетманом Запорошким, а по њему сви будучи хетмани у својим титулама носиче назив запорошки. 
По другим источницима указује се да су козаки одабрали хетмана 1606. године, када је себе назвао Хетманом од обе стране Днепра и све војске Запорожја. Хетманат је Петру одузет три пута (1610, 1617, 1620).
Први походи на Кримске Татаре и Турке (1606—1616)
Након развитка Запорошке Сече Козаци су почели са активним учешчем у борби против Турака и Кримских Татара. Почетком 17. века, када је запорошких козака било више од 40 хиљада, нису се више само бранили него су почели и нападати. Тако су почеле прве битке на територији муслимана. Битке нису биле само на конпоном него и на рекама. Запорошки Козаци су имали своју морнарицу и нападали су са десетинама, стотинама бродова које су звали шајка. Шајке су биле мале, необично окретне и као такве идеалне за патролирање и брзе препаде. Поред Дњепра нападали су и приобаље Црног мора а главни поморски напади си били на обалама Османског царства.
Године 1606. Козаци су освојили турски тврђаву Варну, која је важила је неосвојиву. Војни плен је било и 10 турских галија, заједно са морнарима и товаром. Разјарени султан Ахмед I је наредио да блокирају реку Дњепар у близини острва Тавани, са железним ланцем и тако блокирају морске нападе Козака.
Велики напад на Кримске Татаре је био 1607. године, када су опустошили и запалили два крисмска града, Перекоп и Очаков. 1608. и почетком 1609. са хетманом Сагајдачњим Козаци су поново извели поморски напад, са 16 шајкама, у ушчу реке Дунав, где су напали градове Измаил, Билгород-Дњистровски и Килију. Историчари су поморске походе (1612—1614) називали модерним ратовањем. Казашке шајке су наносиле тешке ударце турскоме флоту. Тада је на Сече било око 300 брода-шајка, које су могле примити до 20 хиљада Козака.
Године 1614. Козаци су освојили Синоп. 1616. јуришем су заузели тврђаву Кафу (данас Феодосија), где су уништили турски гарнизон од 14 хиљада војника и ослободили словенске робове. Кримски канат је био један од већих извозника робова у Османско царство, робови су били углавном украјински Словени. Те године, 1616, десила и битка код Самаре (река Самара, данас Украјина), где си Козаци под вођством Сагајдачниа потпуно потукли кримске Татаре, који су се враћали са похода у Малорусију. После 1616. напали по копну или морем Очаков, Перекоп, Трабзон и саму престолницу Османскога царства - Цариград. У то време Козаци су били јака поморска сила на Црном мору, и контролисали навигацију између Босфора и Дњепровскога лимана
(Дњепровски естуар).
Петро Конашевич-Сагајдачни је реформирао Запорошку Сечу, Козаци су имали вечу дисциплину и бојну способност. Некада вођени партизанском тактиком боја, прешли су у регуларну армију. Козаци више нису били слободни војники-коњаники, такође је за време похода било забрањено пити водку. За пијанство су често били смртно кажњени.

##### Поход на Москву (1618)
Због јаке армије Запорошких Козака, Пољаци су се више бавили са ситуацијом у Русији, јер им војска у Малорусији није била потребна (одбрана од Турака). После победе Кузме Мињина и Димитрија Пожарскога у Москви (други устанак), када су победили литовског хетмана Карла Ходкевича 1612, Пољаци су затражили интервенцију Запорошких Козака. Њихов циљ је био устоличење пољског краља Владислава IV Васе у самој Москви. Петро Конашевич-Сагајдачни је дао Пољацима услове за учешће Козака у кампањи (укидање забране и ограничења на православне вјероисповијести у Украјини, повећање броја козашке армије, признање судске и административне аутономије Запорошке војске). Пољски краљ и пољски Сејм су се сагласили са хетмановим условима (договор је потписан октобра 1617, а број регистрованих Козака је повишан за једну хиљаду). Запорошка војска је такође добила свој (хетмански) буздован, бунчук (знамење на копљу), печат и заставу.
Тако је 1618. 20 хиљада Запорошких Козака кренуло преко Ливња на Москву, са хетманом на челу. На путу су освајали градове Путивел, Риљск , Курск, Валујки , Јелец, Лебедјањ, Данков, Скопин, Рјажск, свеукупно велико пространство између Курска и Крома.
Ливња је тада била мања тврђава, чије стене су биле од дрва и земље. Руси су показали велику борбеност но број сила је био нераван. 1618. у ливењском гарнизону било је 940 војника. Данас се у летопису (Бељски летопис) налази цитат:
И дошао је он, пан Сагајдачни, с Черкасима из Украјине под град Ливњу, и Ливњу нападом узео, и велику крв христјанску пролио, пуно православних христјана са женама и децом посјекао, и многим православним хришћанима се поругао и храмове Божије оскрнавио и разорио и домове све христјанске опљачкао и много жена и децу узео у плен.
У плен је пао и војвода ливањске тврђаве, Никита Јегулов-Черкаскиј, подвојвода Петар Данилов је убијен у боју. На месту тврђаве је остао само пепел. Након Ливња хетман је кренуо на Јелец, који је био боље утврђен и који је имао посаду од 7 хиљада ратника (сам гарнизон је имао 1969 војника али је била додана војска војводе из Мценска). Јелец је пре похода Козака и Пољака, држао одбрану од Татарских упада у ширини 70 km и дубини око 40 km. Тврђаву је бранио војвода Андреј Богданович Пољов. Бројност непријатеља који је сада нападао Јелец је била огромна, очивидац са Јелеца је говорио да су Черкаси, упркос губицима од руске артиљерије на Аргамачју капију улазили преко трупла својих војника. Упркос надмочи Јелец је издржао опсаду. Тада је хетман Сагајдачни употребио трик, и повукао сву војску. Тада је руски војвода Пољов указао следити Козаке са целом војском из Јелеца. Када су руски војници били далеко од града у град су упали Козаци, који су били у засједи. До хетмана су дошли свештеници Јелеца, са молбом да поштеди град, а њему су понудили главу царског гласника Степана Хрушчова. Хетман Сагајдачни је пристао, у граду је оставио мањи одред, који је управљао градом и консификовао вредне предмете. Када је Сагајдачни опсадао Јелец, руски донски Козаци из Лебедјања су прелазили на страну Запорошких Козака, док је руски војвода Семјон Леонтијев побјегао. Хетман је Лебедјањ разорио, тврђава срушена а житељи побегли или су били ухапшени у плен. Граду је требало дуго времена да се врати на старо стање.
Следио је град Данков, куда је кренуо хетманов одред Михајла Дорошенка. По исказу рускога козака из Данкова, Панкија Летуновскога, кад су Руси сазнали да Сагајдачни иде на Данков, руски војвода Алексеј Чубаров добио је наређење, да се са становништвом пресели у град Михајлов. Када су напуштали Данков, опраштали су се на гробовима преца и носили све што су могли, јер нису веровали да ће се икад вратити у Данков. Део грађана је кренуо за Пронск, али је вечина ухваћена и побијена од стране Запорошких Козака.

##### Опсада Москве
Руси су за време напредовања Запорошких Козака у град Серпухов слали војску од 7000 војника, под командом кнеза Дмитрија Пожарског, док су веће снаге држали на фронту са Пољацима. Због болести кнеза Пожарскога, команду је преузео наместник, кнез Григориј Болконски. Задача Болконског је била да поремети хетмана и спречи његов пролазак преко реке Оке. Хетман Сагајдачни је опет показао лукавост и прешао реку Оку на другом месту него је Болконски рачунао, 25 km од Зарајска, код града Ростислава-Рјазанског. Руси су напустили своје позиције и утврдили се у Коломни, град који је имао јачу утврду него прошли Зарајск, којег је хетман избегао. Тако је хетман Сагајдачни променио руту, опседао Перјеслав-Рјазански, опустошио Романов, Каширу и Касимов.
Дана 20. септембра 1618. пољски краљ Владислав напао је Тушино, док је хетман Сагајдачни је дошао до Донског манастира (поред Москве). 1. октобра Москву су напали са два правца, коју је бранио Димитриј Пожарски. У уличним борбама обе стране су имале велике губитке, али одбрана манастира је издржала нападе Запорошких Козака, нутрање зидине манастира су се одбраниле. Пољски краљ Владислав кренуо је на Тројице-Сергијева лавра али и тај манастир су Руси одбранили. Новембра су код села Деулино, поред Лавре, почели преговори. 24. децембра 1618. потписан је мировни споразум за време четрнаест и по година. Према примирју, Пољска је добила град Смоленск и Северну земљу (рус. Северщина, историјска област код Чернигова, Курска, Харкова, Орловке). Обе стране се замениле ујетнике, Пољаци су такође ослободили оца Михајла (митрополита Филарета). Упркос примирју, пољски краљ Владислав IV се није отказао московском престолу, тако ни краљ Сигисмунд III Васа није признао Михајла за руског цара.

##### Последице похода на Москву
Рат је за Пољаке био веома скуп, па су пристали на примирје у Деулину. Пољски краљ се одрекао права на московски престо, но Пољска је добила Смоленск и Северну земљу (рус. Северщина), заједно 29 градова. Лошије су прошли Запорошки Козаци, који су од пољског краља добили су 20 хиљада златника и 7 хиљада комада платна.
Због незадовољства Козаци су почели да иду у самосталне пљачке народа. Четики пука кренуло је на север, у Архангељску област, где су били поражени 1619. од руске војске. Један пук испод Калуге, под командом Ждана Коншина, прешао је на руску страну. Део Запорошких Козака, са пуковником Тарасом, вратила се у Европу и почела борбу у редовима аустријског цара Фердинанда у Тридесетогодишњем рату. Неки одреди су на посредовање кримскога кана Шагин Гиреја отишли служити персијскоме шаху Абасу, који је ратовао са Османским царством.
Након Деулнскога примирја Пољаци су се окренули према Запорошким Козацима, јер су видели да су постали велика сила, која би помешала плане Пољака. Под водством Станислава Жолкевског пошли су на Придњестровје. Хетман Сагајдачни је опет био пред избором, потписати примирје са Пољацима или ући у рат. Одлучио се за примирје (Роставицко примирје, по селу Роставица), које је потписано 17. октобра 1619. године. По њему Запорошка Сеча је смањила активни број Козака за 3 хиљаде, требало је да се остали врате назад под власт пољских земљопоседника. Код Козака примирје није најбоље прихваћено, па се децембра 1619. за хетмана прогласио Јаков Неродич-Бородавка, за то време се хетман Сагајдачни борио против Кримских Татара код Перекопа. Да би зауставио побуну Козака, хетман Сагајдачни је донео хитне мере, запалио казашке шајке на Запорошкој Сече и поставио тврђаву изнад Хортицом, да је спречио самовољне походе Запорожаца.

##### Пакт са Москвом
Новог хетмана Бородацке Петро Сагајдачни није признао. У фебруару 1620. године у Москву шаље дипломатску мисију са Петром Одинцем на челу. Са руским царом је хтео споразум по коме би они опет стали у цареву службу (пријашњи заједни походи Руса и Козака су били за време Димитрија Вишњевецкога, против Кримских татара 1550-их година). Дипломате су примили 26. фебруара 1620. у Москви. Преговори са бољарима и диакима трајао је цео март и април.
Пред одласком из Москве, козачке дипломате си примиле писмо рускога цара Михаила I Фјодоровича намењено хетману Сагајдачном, у којем је цар благодарио казашку армију и пристао да му служи, притом му је платио 300 рубља награде и са временом обечао више. Тада је Руско царство било и миру са Кримским Татарима и правог посла за Козаке још није било.
Дипломатска мисија хетмана у Москви је узнемирила Пољаке.

##### Кијевско братство и обнова православних хијерархија у Кијеву (1620 год)
Године 1620, хетман Сагајдачни објавио је улазак Запорошке Сечи и кијевско (Богојављењско) братство. Пољски краљ се тиме није сложио, али због страха од Козака то није запретио. У фебруару 1620. атаман Петар Одинец, по препоруци хетмана, састао се са патријархом јерусалимским Теофаном III Јерусалимским, где је навео позицију Козака. У марту патријарх Теофан III Јерусалимски стиже у Малорусију, где су га на граници дочекали Козаки са хетманом на челу. У Густинском летопису пише како су Козаци и хетман с почастима водили јерусалимскога патријарха у Кијев. Тамо је патријарх разговарао са представницима локалног братства и православном свештеницима. Посетио је и чувени Трахтемировски Успењски манастир.
При активној подржки хетмана 15. августа 1620. јерусалимски патријарх је у Кијевско-печерској лаври обновио православну митрополију и православну јерархију, које су биле укињене за време брестовске црквене уније 1596 године.
Дана 6. октобра 1620. у манастиру Богојављења патријарх је посветио игумана Исајла Копинскога у епископа Пшемисла, игумана Кијевско-Михајловкога манастира Јова Борецкога у митрополита Кијевскога, Малетија Смотрицког у Пољскога архиепископа и још пет других епископа (Полоцк, Володимир, Луцк, Пшемисл, Хелм). Нови свештеници стали су поново у "бој" за православну рају, која је за време Државне заједнице Пољске и Литваније имала мања права него прије.
Православни митрополит у Кијеву, Јов Борецки поносно је изјавио:
Са Москвом имамо једну веру, једно порекло, једну традицију и један језик.

##### Битка код Хотина (1621)
Самостални напад Козака на османску Варну и Цариград довео је до новог турско-пољског рата. Октобра 1620. Турска је нанела тежак пораз Пољацима у битки код Цецоре (код реке Прут, данас Молдавија). У битки је пао и пољски хетман и вођа пољско-литовске војске, Станислав Жолкевски.
После тога у Варшави је био савет украјинских Козака са властима Пољске, где су дали сагласје на захтеве Козака:
- Пољаци нису више имали своје старешине код Козака
- признали су власт хетмана који је био одабран од стране козачког Сабора Малорусије
- укинули одлуку Сејма који је дао забране за Козаке
- населењу Малорусије дали слободу вероисповести
- Јерархија Православне цркве (метрополити, епископи) није склона пољском суду

За Козаке то је био велик успех у признавању аутономије. У јуну 1621. код Беле Цркве био је велик Сајам Козака, где су решили да Пољској (у току турско-пољског рата) шаљу у помоћ 40 хиљада Козака, под условом на додатна права Козака и православне раје у Малорусији (одлазак Пољске војске из Руског царства, повечање регистриранаих Козака). Војску 40 хиљада Козака водио је хетман Петро Конашевич-Сагајдачни.
Крајем августа 1621. код запорошке војске дошло је до смене власти. Хетман Јаков Адамич Бородавка је ухапшен и изгубио своју булаву. Касније, 8. септембра 1621. је и смртно кажњен код Хотина. Смена и убиство Јакова Бородавке је била више политичко одстрањење, за власт над Козацима код којих је био Бородавка веома популаран хетман. Пољски хетман Станислав Жолкевски је о Бородавки записао:
... најлошији козак који је склон бунтима, са којима би Козаци ишли не само на море него и у пакао.
Сагајдачном је било касније жао за погибију хетмана Бородавке, који је урадио много за ослобођење православне раје и Козака. Када је био смртно рањен на битки код Хотина, навео је записати у бележку о Бородавки "Јаков хетман". Очигледно је пред смрт изразио своје покајање.
Септембра 1621. дошло је до Хотинске битке, где су се удружене силе Пољско-литовско-козачке, скупа око 80 хиљада војника, удариле са 162 хиљаде војника Османског царства. Турски су имали велике губитке и са надолазећом зимом и хладом, хтели су брзо договорити за мир. Запорошким Козацима сам мир није донео ништа конкретног, иако је хетман Петро добио из рука краља Владислава IV Васе награду (позлачен меч са бриљантима са мотивима краља Соломона и латинском написом "Владислав (у дар) Конашевичу кошевому под Хотином против Османа"), за успешну борбу Козака код Хотина.
По Хотинској битки, Пољаци су хтели да обуздају упаде Козака у Османско царство. По мировним преговорима требало је да Козаци буду разоружани, али на то нису пристали и вратили су се у Запорошку Сечу.

##### Рањавање хетмана код Хотина
У битки код Хотина, хетман је био тежко рањен у руку од татарске стреле. Рањен је у спремству краљевког лекара пребачен у Кијев.
на том тргу наш хетман је дошао до Кијева, напола мртав
У Кијеву га нису могли спасити, за време страдња још је смогао неке политичке акције око Пољака, Козака, о школама, братствима, црквама и болницама. Умро је 20. априла 1622. године, пола године након рањавања код Хотина. Закопан је у Кијеву у (тада) Братском манастиру.

## Наслеђе
- у Кијеву је постављен споменик Петру Конашевичу-Сагајдачном, такође је по њему именована улица (бивша Жданова улица)
- у Севастопољу 2008. постављем је споменик, који је демонтиран, по налогу губернатора, 26. априла 2014. након анексије Крима.[28] Споменик је постављен у Харкову 22. августа 2015.[29]
- 1995. пошта Украјине је издала поштну марку посвећена Петру Конашевичу-Сагајдачном
- 1991. на 370. годишњицу хотинске битке код острва Хотина постављен је један од првих споменика независне Украјине, споменик хетману (вајар и. Гамаљ)[30]
- име војног брода, фрегате Сагајдачни, главног брода украјинске флоте
- лице хетмана на 10 украјинских гривна